# ريتشارد هوفمان
ريتشارد هوفمان (بالألمانية: Richard Hofmann)‏ (8 فبراير 1906 في ألمانيا - 5 مايو 1983 في ألمانيا) هو لاعب كرة قدم ألماني في مركز الهجوم، شارك في الألعاب الأولمبية الصيفية 1928. وشارك مع منتخب ألمانيا لكرة القدم. أما مع النوادي، فقد لعب مع نادي درسدن ‏.

## وصلات خارجية
- ريتشارد هوفمان على موقع الاتحاد الدولي (مؤرشف)  (الإنجليزية)
- ريتشارد هوفمان على موقع قاعدة بيانات كرة القدم.إي يو (الإنجليزية)
- ريتشارد هوفمان على موقع بيانات كرة القدم. دي إي (الألمانية)
- ريتشارد هوفمان على موقع ناشيونال فوتبول تيمز (الإنجليزية)
- ريتشارد هوفمان على موقع عالم كرة القدم.نت (الإنجليزية)
- ريتشارد هوفمان على موقع أوليمبيديا (الإنجليزية)